# Arrondissement Carpentras
Arrondissement Carpentras je francouzský arrondissement ležící v departementu Vaucluse v regionu Provence-Alpes-Côte d'Azur. Člení se dále na 8 kantonů a 58 obcí.

## Kantony
- Beaumes-de-Venise
- Carpentras-Nord
- Carpentras-Sud
- Malaucène
- Mormoiron
- Pernes-les-Fontaines
- Sault
- Vaison-la-Romaine